# Sierra Nevada de Lagunas Bravas

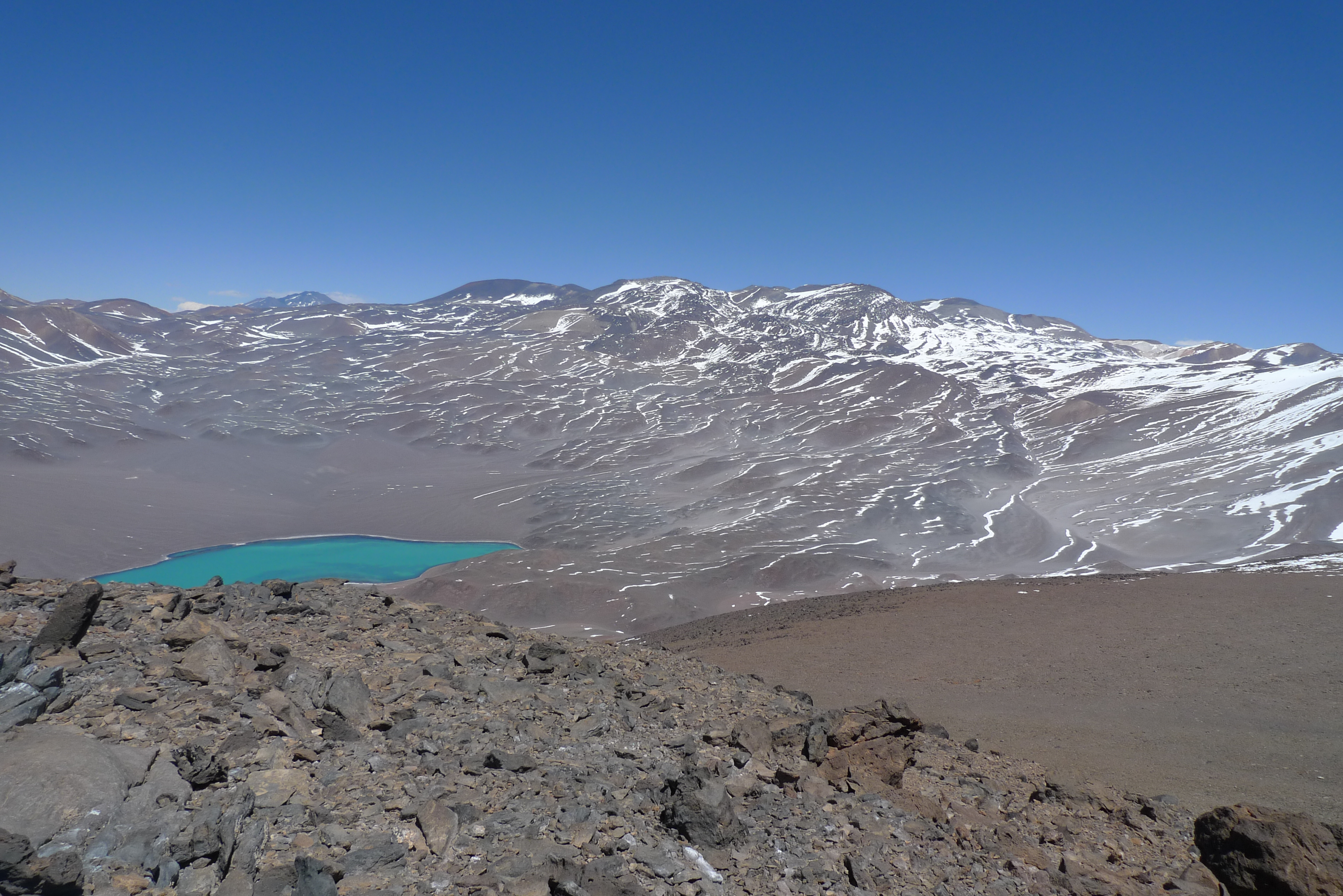
Sierra Nevada de Lagunas Bravas. Complex vulcanic.

Sierra Nevada , cunoscut sub denumirea Sierra Nevada de Lagunas Bravas, este un complex vulcanic aflat în Chile și Argentina. O parte din vulcanii acestui complex sunt din era cuaternară Holocen, dar există evidențe de activitate vulcanică din Pleistocen. Cei mai vechi dintre ei se află în estul Argentinei. Complexul alcătuiește una din cele mai dificile regiuni ale Anzilor Cordielieri, făcând studierea acestora aproape imposibilă. Acoperă în total o arie de 225 km2.